# Louis-Jacques Pilon
Louis-Jacques Pilon, né à Paris en 1741 et mort à Versailles le 10 février 1813 est un sculpteur français, lauréat du prix de Rome en 1764 et 1767.

## Biographie
Louis-Jacques Pilon est né à Paris en 1741. Admis à l'École des élèves protégés de l'Académie royale de peinture et de sculpture de Paris, il est élève de Jean-Baptiste Lemoyne.
Il remporte le second prix de sculpture en 1764 et le premier grand prix en 1767 avec le bas-relief Jésus chassant les vendeurs du Temple. Il obtient le brevet de pensionnaire de l'Académie de France à Rome en juillet 1770, mais ayant contracté des dettes et menant une vie de libertin, il est exclu de l’école de sculpture au mois d’août de la même année pour inconduite. N'ayant pu obtenir sa pension, il séjourna néanmoins à Rome quelque temps grâce à une aide financière du valet de chambre du roi Louis XV.
Il expose au Salon de l’Académie entre 1791 et 1806 et est nommé, en 1795, gouverneur du musée de Versailles.

## Œuvres

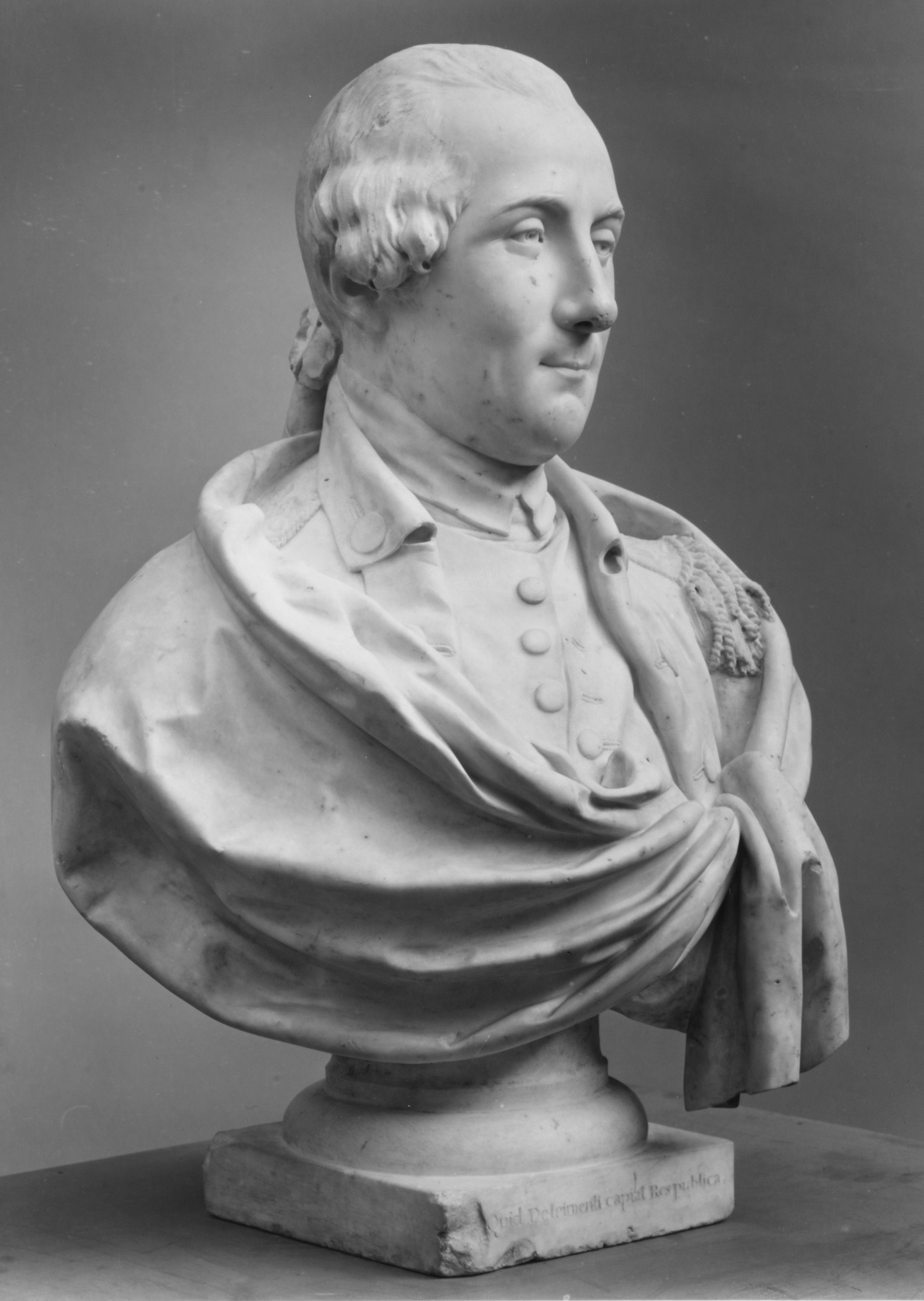
Buste de George Washington.

- Buste de George Washington, 1781, marbre blanc, 78 cm, New-York, Metropolitan Museum of Art[2].
- Buste de Jacques Laure Le Tonnelier de Breteuil[3], 1785, plâtre, Choisel, château de Breteuil[4].